# Otto Loewi
Otto Loewi (n. 3 iunie 1873, Frankfurt am Main, Imperiul German – d. 25 decembrie 1961, New York City, New York, SUA) a fost un farmacolog de origine germană, cunoscut pentru descoperirea acetilcolinei, pentru care, în 1936, a obținut Premiul Nobel pentru Medicină, alături de Henry Hallett Dale.
Este cunoscut ca fiind părintele neuroștiinței.